# Christian Fredrik Norges Konge
Christian Fredrik Norges Konge is een historisch toneelstuk in vijf akten van Johan Breda Bull uit 1905.

## Toneelstuk
Het stuk ging in première op 1 oktober 1905 in het Nationaltheatret in Oslo. Het kreeg gedurende de gehele maanden oktober en november vervolgvoorstellingen. Het toneelstuk kreeg destijds veel publiek vanwege de Noorse kwestie, de naderende onafhankelijkheid van Noorwegen van Zweden (het opbreken van de Personele Unie). Het patriottisch verhaal gaat over Christiaan VIII van Denemarken, die voordat hij koning van Denemarken werd, in Noorwegen gekozen was tot koning Christian Fredrik. Als toneelstuk werd het maar matig ontvangen, te weinig diepgang. Bull sleutelde er vervolgens een aantal jaren aan en het toneelstuk kwam af en toe nog op de planken (1909 en 1914). 

## Muziek
De Noor Johan Halvorsen, muzikaal leider en dirigent van het theaterorkest, schreef muziek bij de uitvoeringen in 1905. Halvorsen gebruikte muziek uit zijn eerdere toneelmuziek voor Kongen, maar schreef ook nieuwe muziek. Een "Melodrama", een "Entreact" en "Kongskvadet" werden toegevoegd. Ook zijn Festivalmars werd uitgevoerd. De muziek verdween uit het zicht en is waarschijnlijk alleen in manuscriptvorm bewaard gebleven.  